# 本仲·才旦多吉

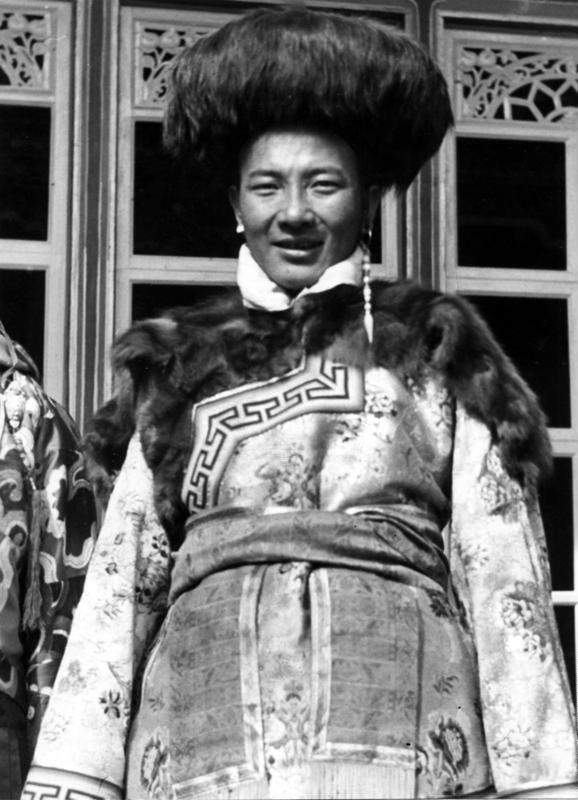
本仲·才旦多吉，摄于1938年

本仲·才旦多吉（藏語：བོན་གྲོང་ཚེ་བརྟན་རྡོ་རྗེ་，威利转写：bon grong tshe brtan rdo rje；1889年—1945年5月9日），藏族，籍贯不详，西藏贵族、噶厦官员。

## 生平
本仲·才旦多吉是西藏贵族本仲家族成员。他于1906年开始出任官职。1909年，获任命为甲达的宗本。1912年，任那仓的衮巴。1915年，升任噶仲，此后任该职务将近20年，从而在噶厦中获得了相当大的影响力。1934年，被任命为噶伦。1939年9月，赴那曲喀（Nag-Chu-kha）迎接前来西藏的第十三世达赖喇嘛的转世灵童（后来坐床成为第十四世达赖喇嘛）。
1945年，本仲·才旦多吉逝世。